# Большое Олбито
Большое Олбито — озеро в Бояриновской волости Себежского района Псковской области. По западному побережью проходит граница с муниципальным образованием «Себежское» (Долосчанская волость).
Площадь — 7,63 км² (763,4 га; с островами — 7,69 км² или 769,0 га). Максимальная глубина — 7,0 м, средняя глубина — 3,7 м.
На берегу озера расположены деревни Дашково, Большое Дроздово, Ковалёвка — в составе муниципального образования «Себежское» (Долосчанская волость).
Проточное. Относится к бассейну реки Нища, притока реки Дрисса (бассейн Западной Двины). С рекой Нища озеро соединено речкой Олбита.
Тип озера лещово-плотвичный с уклеей. Массовые виды рыб: щука, лещ, плотва, окунь, ерш, густера, красноперка, уклея, карась, линь, вьюн, язь, щиповка, пескарь, налим; а также длиннопалый рак (единично).
Для озера характерны в литорали песок, галька, заиленный песок, камни, торф, ил, в центре — ил, заиленный песок, камни; есть также сплавины, в прибрежье — леса, луга, поля, болото.